# Watson (Familienname)
Watson ist ein englischer Familienname, ein Patronym mit der Bedeutung „Sohn des Watt“. Watt ist ein Diminutiv des Namens Walter, der in England als Mittelname beliebt war.
Hier sind die Namensträger aufgeführt. Für andere Vorkommen des Namens Watson siehe die Begriffsklärungsseite Watson.

## Namensträger

### A
- Aaron Watson (* 1977), US-amerikanischer Countrysänger
- Adele Watson (1890–1933), US-amerikanische Schauspielerin
- Aimee Watson (* 1987), australische Skilangläuferin
- Alan Watson (Rechtswissenschaftler) (1933–2018), britischer Rechtswissenschaftler
- Alan Albert Watson (1929–2001), englischer Pathologe, Forensiker und Hochschullehrer
- Alan Andrew Watson (* 1938), britischer Astrophysiker, Professor der University of Leeds
- Alan John Watson (* 1941), britischer Manager, Moderator und Politiker
- Alastair Watson (Offizier) (* 1953), britischer Offizier
- Alastair Watson (Politiker) (* 1955), britischer Politiker, Oberbürgermeister von Bristol
- Albert Watson II (1909–1993), US-amerikanischer Generalleutnant, Stadtkommandant von Berlin
- Albert Watson (Fotograf) (* 1942), britischer Fotograf
- Albert William Watson (1922–1994), amerikanischer Politiker
- Alfred Michael Watson (1908–1990), US-amerikanischer Bischof
- Alberta Watson (1955–2015), kanadische Schauspielerin
- Alex Watson (Fußballfunktionär) (um 1860–??), englischer Fußballfunktionär
- Alex Watson (Moderner Fünfkämpfer) (* 1957), australischer Fünfkämpfer
- Alex Watson (Fußballspieler) (* 1968), englischer Fußballspieler
- Alexander Watson (Cricketspieler, 1844) (1844–1920), englischer Cricketspieler
- Alexander Watson (Diplomat) (* 1939), US-amerikanischer Diplomat
- Alexander Watson (Cricketspieler, 1945) (* 1945), englischer Cricketspieler
- Alexander Watson (Historiker) (* 1979), britischer Militärhistoriker
- Alf Watson (1907–1992), australischer Leichtathlet
- Allen Watson (* 1970), US-amerikanischer Baseballspieler
- Annah Robinson Watson (1848–1930), US-amerikanische Schriftstellerin und Feministin
- Andi Watson (Andrew Watson; * 1969), britischer Comiczeichner und Illustrator
- André Watson (* 1958), südafrikanischer Rugby-Union-Schiedsrichter
- Andrew Watson (Fußballspieler, 1856) (1856–1921), guyanisch-schottischer Fußballspieler
- Andrew Watson (Fußballspieler, 1894) (1894–??), schottischer Fußballspieler
- Andrew Watson (Geowissenschaftler) (Andrew James Watson; * 1952), britischer Geowissenschaftler
- Andrew Watson (Bischof) (* 1961), britischer Theologe, Bischof von Guildford
- Andrew Watson (Rennfahrer) (* 1995), britischer Automobilrennfahrer
- Andrew Watson (Tennisspieler) (* 1996), britischer Tennisspieler
- Andrew Dougal Watson (1885–1963), australischer Geologe und Polarforscher
- Andrew Naismith Watson (* 1937), kanadischer Politiker
- Andy Watson (Fußballspieler, 1959) (Andrew Watson; * 1959), schottischer Fußballspieler
- Andy Watson (Musiker) (* 1960/61), US-amerikanischer Jazzmusiker
- Andy Watson (Fußballspieler, 1. April 1967) (Andrew Anthony Watson; * 1967), englischer Fußballspieler
- Andy Watson (Fußballspieler, 3. April 1967) (Andrew Lyon Watson; * 1967), englischer Fußballspieler
- Angela Watson (* 1975), US-amerikanische Schauspielerin
- Anthony Watson (* 1994), englischer Rugby-Union-Spieler
- Antonio Watson (* 2001), jamaikanischer Leichtathlet
- Austin Watson (* 1986), US-amerikanischer Wrestler; siehe Xavier Woods
- Austin Watson (* 1992), US-amerikanischer Eishockeyspieler

### B
- Barbara M. Watson (1918–1983), US-amerikanische Diplomatin
- Barrington Watson (1931–2016), jamaikanischer Maler
- Barry Watson (* 1974), US-amerikanischer Schauspieler
- Basil Watson (* 1958), jamaikanisch-US-amerikanischer Bildhauer
- Ben Watson (Footballspieler) (* 1980), US-amerikanischer American-Football-Spieler
- Ben Watson (Fußballspieler, Juli 1985) (* 1985), englischer Fußballspieler
- Ben Watson (Fußballspieler, Dezember 1985) (* 1985), englischer Fußballspieler
- Bessie Watson (1900–1992), schottische Frauenrechtlerin, Lehrerin und Dudelsackpfeiferin
- Bev Watson (* 1936), australische Weitspringerin
- Bijon Watson (* 197?), US-amerikanischer Jazzmusiker
- Bill Watson (Fußballspieler, 1899) (William Thomas Watson; 1899–1968), englischer Fußballspieler
- Bill Watson (Fußballspieler, 1916) (William Watson; 1916–1986), englischer Fußballspieler
- Bill Watson (Rugbyspieler) (* 1949), schottischer Rugby-Union-Spieler
- Bill Watson (Eishockeyspieler) (William Charles Watson; * 1964), kanadischer Eishockeyspieler
- Billy Watson (Fußballspieler, 1890) (William Watson; 1890–1955), englischer Fußballspieler
- Billy Watson (Fußballspieler, 1893) (William Watson; 1893–1962), englischer Fußballspieler
- Billy Watson (Fußballspieler, III), schottischer Fußballspieler
- Billy Watson (Fußballspieler, IV), schottisch-US-amerikanischer Fußballspieler
- Billy Watson (Wrestler) (William Watson, Ringname Whipper Billy; 1915–1990), kanadischer Wrestler
- Billy Watson (Schauspieler) (1923–2022), US-amerikanischer Schauspieler
- Blake Watson (1918–1983), kanadischer Eishockeyspieler
- Bob Watson (Leichtathlet), kanadischer Stabhochspringer
- Bob Watson (Baseballspieler) (Robert José Watson; 1946–2020), US-amerikanischer Baseballspieler, -trainer und -manager
- Bob Watson (Lacrossespieler) (* 1970), kanadischer Lacrossespieler
- Bob Watson (Turner), kanadischer Turner
- Bobby Watson (Schauspieler) (Robert Watson Knucher; 1888–1965), US-amerikanischer Schauspieler
- Bobby Watson (Basketballspieler) (Robert E. Watson; 1930–2017), US-amerikanischer Basketballspieler
- Bobby Watson (Fußballspieler) (Robert P. Watson; * 1946), schottischer Fußballspieler und -trainer
- Bobby Watson (Musiker) (Robert Watson; * 1953), US-amerikanischer Saxophonist, Komponist, Produzent und Hochschullehrer
- Bobs Watson (Robert S. Watson; 1930–1999), US-amerikanischer Schauspieler und Methodistenpriester
- Bonnie Watson Coleman (* 1945), US-amerikanische Politikerin
- Brook Watson, 1. Baronet (1735–1807), britischer Kaufmann, Soldat und Politiker
- Bruce Watson (* 1956), australischer Musiker
- Bruce Watson (* 1950), US-amerikanischer Geochemiker, siehe E. Bruce Watson
- Bryan Watson (Eishockeyspieler) (Bryan Joseph Watson; 1942–2021), kanadischer Eishockeyspieler und -trainer
- Bryan Watson (Tänzer) (* 1969), südafrikanischer Tänzer
- Bubba Watson (* 1978), US-amerikanischer Golfspieler
- Burton Watson (1925–2017), US-amerikanischer Sinologe, Japanologe und Übersetzer

### C
- C. J. Watson (* 1984), US-amerikanischer Basketballspieler
- Callum Watson (* 1989), australischer Skilangläufer
- Calvin Watson (* 1993), australischer Radrennfahrer
- Cecil J. Watson (1901–1983), US-amerikanischer Hepatologe
- Charles Watson (* 1945), US-amerikanischer Serienmörder
- Charles Watson-Wentworth, 2. Marquess of Rockingham (1730–1782), britischer Politiker
- Chris Watson (1867–1941), australischer Politiker
- Chris Watson (Journalist) († 2013), australischer Herausgeber und Journalist
- Christian Watson (* 1999), US-amerikanischer American-Football-Spieler
- Christopher Seton-Watson (1918–2007), britischer Historiker
- Claire Watson (1924–1986), US-amerikanische Sängerin (Sopran)
- Clarence Wayland Watson (1864–1940), US-amerikanischer Politiker (Demokratische Partei)
- Colin Watson (1920–1983), englischer Schriftsteller
- Cooper K. Watson (1810–1880), US-amerikanischer Politiker
- Coy Watson junior (1912–2009), US-amerikanischer Schauspieler
- Craig Watson (* 1971), neuseeländischer Triathlet

### D
- Dale Watson (* 1962), US-amerikanischer Sänger
- Damian Watson (* 1987), neuseeländischer Eishockeyspieler
- Daniel Watson, schottischer Fußballspieler
- Daril Watson (1888–1967), britischer General
- Darren Watson (* 2003), schottischer Fußballspieler
- Darvin Watson (* 1992), Fußballspieler der Kaimaninseln
- Dave Watson (Radsportler) (David Nicholas Watson; * 1946), australischer Radrennfahrer
- Dave Watson (Fußballspieler, 1961) (David Watson; * 1961), englischer Fußballspieler
- David Watson (Schauspieler) (* 1940), US-amerikanischer Schauspieler
- David Watson (Fußballspieler, 1946) (* 1946), englischer Fußballspieler
- David Watson (Fußballspieler, 1973) (* 1973), englischer Fußballspieler
- David Watson (Eishockeyspieler) (* 1983), südafrikanischer Eishockeyspieler
- David Watson (Basketballspieler) (* 1988), deutscher Basketballspieler
- David Watson (Fußballspieler, 2005) (* 2005), schottischer Fußballspieler
- David K. Watson (1849–1918), US-amerikanischer Politiker
- David Meredith Seares Watson (1886–1973), britischer Zoologe und Paläontologe
- Debbie Watson (* 1949), US-amerikanische Schauspielerin
- Debbie Watson (Wasserballspielerin) (* 1965), australische Wasserballspielerin
- Deshaun Watson (* 1995), US-amerikanischer American-Football-Spieler
- Diane Watson (* 1933), US-amerikanische Politikerin
- Doc Watson (1923–2012), US-amerikanischer Sänger und Gitarrist
- Donald Watson (1910–2005), britischer Gründer der Vegan-Society
- Dylan Watson-Brawn (* 1993), kanadischer Koch

### E
- E. Bruce Watson (* 1950), US-amerikanischer Geochemiker
- Earl Watson (Filmeditor) (1948–2012), US-amerikanischer Filmeditor
- Earl Watson (Basketballspieler) (* 1979), US-amerikanischer Basketballspieler und -trainer
- Edith Watson (1861–1943), US-amerikanische Fotografin
- Edith Watson (Suffragette) (1888–1966), englisch-britische Suffragette, Frauenrechtlerin und Polizistin
- Emily Watson (* 1967), britische Schauspielerin
- Emma Watson (* 1990), britische Schauspielerin
- Eric Watson (Musiker) (* 1955), US-amerikanischer Jazzpianist
- Eric Watson (Fotograf) (1955–2012), britischer Fotograf und Regisseur von Musikvideos
- Eric Watson (Filmproduzent), US-amerikanischer Filmproduzent und Drehbuchautor
- Eva Watson-Schütze (1867–1935), US-amerikanische Malerin und Fotografin

### F
- Floyd Rowe Watson (1872–1974), US-amerikanischer Akustiker
- Francis Watson (1907–1992), britischer Kunsthistoriker
- Fred Watson (Fußballspieler) (1888–1917), schottischer Fußballspieler
- Fred Watson (Astronom) (* 1944), australischer Astronom

### G
- Gary Watson (* 1943), US-amerikanischer Philosoph
- Geoffrey Watson (1921–1998), australischer Statistiker
- George Watson (Maler) (1767–1837), schottischer Maler
- George Lennox Watson (1851–1904), britischer Bootsbauer
- George Leo Watson (1909–1988), britischer Mathematiker
- George Neville Watson (1886–1965), britischer Mathematiker
- George P. Watson (1871–1926), US-amerikanischer Sänger und Vaudeville-Künstler
- George Spencer Watson (1869–1934), britischer Maler
- Gerry Watson (1949–2023), kanadischer Billardspieler
- Graham Watson (* 1956), britischer Politiker

### H
- Hamish Watson (Rugbyspieler) (* 1991), schottischer Rugby-Union-Spieler
- Hamish Watson (Fußballspieler) (* 1993), neuseeländischer Fußballspieler
- Harry Watson (Maler) (1871–1936), englischer Maler
- Harry Watson (Eishockeyspieler, 1898) (1898–1957), kanadischer Eishockeyspieler
- Harry Watson (Radsportler) (1904–1996), neuseeländischer Radsportler
- Harry Watson (Schauspieler) (1921–2001), US-amerikanischer Schauspieler
- Harry Watson (Eishockeyspieler, 1923) (1923–2002), kanadischer Eishockeyspieler
- Heather Watson (* 1992), britische Tennisspielerin
- Helene Salomon-Watson (* um 1971), französische Triathletin
- Henry William Watson (1827–1903), englischer Mathematiker
- Henry Winfield Watson (1856–1933), US-amerikanischer Politiker
- Hewett Watson (1804–1881), englischer Botaniker und Arzt
- Holly Watson (* 1971), deutsche Schriftstellerin, siehe Anja Wagner (Schriftstellerin)
- Homer Watson (1855–1936), kanadischer Landschaftsmaler
- Hugh Watson (1872–1954), britischer Marineoffizier und Diplomat
- Hugh Seton-Watson (1916–1984), britischer Historiker

### I
- Ian Watson (Politiker) (1934–2023), kanadischer Politiker
- Ian Watson (Autor) (* 1943), britischer Science-Fiction-Autor
- Ian Watson (Fußballspieler, 1944) (* 1944), englischer Fußballspieler
- Ian Watson (Hochschullehrer und Autor) (* 1946), irisch-deutscher Hochschullehrer und Autor in Bremen
- Ian Watson (Basketballspieler) (1949–1981), australischer Basketballspieler
- Ian Watson (Fußballspieler, 1960) (* 1960), englischer Fußballspieler
- Ian Watson (Rugbyspieler) (* 1976), walisischer Rugby-League-Spieler und -Trainer
- Ian Watson (Regisseur), australischer Film- und Fernsehregisseur
- Ivan Watson, US-amerikanischer Journalist

### J
- Jack Watson (Schauspieler) (1915–1999), britischer Schauspieler
- Jack Watson (Politiker) (* 1938), US-amerikanischer Jurist und Politiker
- James Watson (Politiker) (1750–1806), US-amerikanischer Politiker
- James Watson (Aktivist) (1766?–1838), britischer politischer Aktivist und Chirurg
- James Watson (Verleger) (1799–1874), britischer Verleger und chartistischer Aktivist
- James Watson (Fußballspieler) (1855–1925), schottischer Fußballspieler
- James Watson (* 1928), US-amerikanischer Molekularbiologe
- James Watson (Autor), (1936–2015) britischer Schriftsteller
- James Watson (Trompeter) (1951–2011), britischer Trompeter und Dirigent
- James Carmichael Watson (1910–1942), schottischer Keltologe
- James Craig Watson (1838–1880), US-amerikanischer Astronom
- James Eli Watson (1864–1948), US-amerikanischer Politiker (Republikanische Partei)
- Jamie Watson (Schauspieler) (James Watson; * 1963), kanadischer Schauspieler
- Jamie Watson (Basketballspieler) (* 1972), US-amerikanischer Basketballspieler
- Jamie Watson (Fußballspieler, 1986) (* 1986), US-amerikanischer Fußballspieler und Sportkommentator
- Jamie Watson (Schauspielerin) (* 1992), deutsche Schauspielerin
- Jamie Watson (Fußballspieler, 1995) (* 1995), schottischer Fußballspieler
- Jamie Watson (Fußballspieler, 1999) (* 1999), schottischer Fußballspieler
- Janet Watson (1923–1985), britische Geologin und Hochschullehrerin
- Jaylen Watson (* 1998), US-amerikanischer American-Football-Spieler
- Je-Vaughn Watson (Je-Vaughn Tidley Watson, * 1983), jamaikanischer Fußballspieler
- Jean Watson (* 1940), US-amerikanische Krankenschwester und Pflegeforscherin
- Jeanette Watson, australische Medizinerin und Zoologin
- Jessica Watson (* 1993), australische Weltumseglerin
- Jill Watson (* 1963), US-amerikanische Eiskunstläuferin
- Jim Watson (Eishockeyspieler) (James Arthur Watson; * 1943), kanadischer Eishockeyspieler
- Jim Watson (Politiker) (* 1961), kanadischer Politiker, Bürgermeister von Ottawa
- Jim Watson (Musiker), britischer Pianist, Keyboarder und Komponist
- Jim Watson (Schauspieler) (* 1989), kanadischer Schauspieler
- Jimmy Watson (Fußballspieler, 1855) (1855–1910), irischer Fußballspieler
- Jimmy Watson (Fußballspieler, 1876) (1876–1942), schottischer Fußballspieler
- Jimmy Watson (Fußballspieler, 1914) (1914–1979), englischer Fußballspieler
- Jimmy Watson (Fußballspieler, 1924) (James Watson; 1924–1996), schottischer Fußballspieler
- Jimmy Watson (Eishockeyspieler) (James Charles Watson; * 1952), kanadischer Eishockeyspieler
- Jimmy Watson (Rennfahrer), US-amerikanischer Automobilrennfahrer
- Joe Watson (Footballspieler) (Joseph LaVernie Watson; 1925–2006), US-amerikanischer American-Football-Spieler
- Joe Watson (Eishockeyspieler) (Joseph John Watson; * 1943), kanadischer Eishockeyspieler
- Joe Watson (Fußballspieler) (* 1952), australischer Fußballspieler
- John Watson (Philosoph) (1847–1939), britischer Philosoph und Hochschullehrer
- John Watson (Golfspieler) (John T. Watson), US-amerikanischer Golfspieler
- John Watson (Cricketspieler) (1910–1980), britischer Cricketspieler
- John Watson (1935–1996), US-amerikanischer Musiker, siehe Johnny Guitar Watson
- John Watson (Rennfahrer) (* 1946), britischer Rennfahrer
- John Watson (Radsportler) (* 1947), britischer Radrennfahrer
- John Watson (Produzent), US-amerikanischer Filmproduzent, Drehbuchautor und Regisseur
- John Watson (Mediziner) (1807–1863), US-amerikanischer Arzt und Chirurg
- John B. Watson (1878–1958), US-amerikanischer Psychologe
- John L. Watson (* 1951), US-amerikanischer Schachspieler und Buchautor
- John S. Watson (* 1956), US-amerikanischer Manager
- John William Clark Watson (1808–1890), US-amerikanischer Politiker
- Johnny Guitar Watson (1935–1996), US-amerikanischer Musiker
- Josh Watson (* 1977), australischer Schwimmer
- Jude Watson, US-amerikanische Schriftstellerin
- Judy Watson (Judy Napangardi Watson; * 1959), australische Bildhauerin und Grafikerin

### K
- Karis Watson (* 1992), US-amerikanische Volleyballspielerin
- Karl Friedrich Watson (1777–1826), deutschbaltischer Pastor in Lesten
- Kate Watson, US-amerikanische Schauspielerin, Drehbuchautorin und Ballerina
- Katherine Watson, britische Konzert- und Opernsängerin (Sopran)
- Keith Watson (* 1989), schottischer Fußballspieler
- Kelcey Watson (* 1977), US-amerikanischer Schauspieler und Synchronsprecher
- Kenneth Watson (1921–2023), US-amerikanischer Physiker

### L
- Lachlan Watson (* 2001), US-amerikanische Schauspielerin
- Laurel Watson (1911–2001), US-amerikanische Blues- und Jazzsängerin
- Leo Watson (1898–1950), US-amerikanischer Jazzsänger
- Leroy Watson (* 1965), britischer Bogenschütze
- Leroy H. Watson (1893–1975), US-amerikanischer Generalmajor
- Lewis Watson (Leichtathlet) (1895–1961), US-amerikanischer Langstreckenläufer
- Lewis Watson (Musiker) (* 1992), britischer Singer-Songwriter
- Lewis Findlay Watson (1819–1890), US-amerikanischer Politiker
- Lewis Henry Watson (1906–1936), US-amerikanischer Bridge-Spieler
- Lilian Watson (1857–1918), englische Tennisspielerin
- Lillian Watson (Sängerin) (auch Lilian Watson; * 1947), englische Sängerin (Sopran)
- Lillian Watson (Schwimmerin) (Lillian Debra Watson; * 1950), US-amerikanische Schwimmerin
- Linda Watson (Hockeyspielerin) (* 1955), simbabwische Hockeyspielerin
- Linda Watson (Sängerin) (* 1960), deutsche Opernsängerin (Sopran)
- Lorna Watson (* 1977), britische Schauspielerin und Moderatorin
- Lorraine Watson (* 1985), schottische Fußballschiedsrichterin
- Lou Watson (1924–2012), US-amerikanischer Basketballtrainer
- Lucile Watson (1879–1962), US-amerikanisch-kanadische Schauspielerin
- Lynne Watson (* 1952), australische Schwimmerin

### M
- Mark Watson (Bildhauer) (* 1949), US-amerikanischer Bildhauer
- Mark Watson (Wirtschaftswissenschaftler) (* 1952), US-amerikanischer Wirtschaftswissenschaftler und Hochschullehrer
- Mark Watson (Fußballspieler, 1970) (* 1970), kanadischer Fußballspieler und -trainer
- Mark Watson (Fußballspieler, 1973) (* 1973), englischer Fußballspieler
- Mark Watson (Baseballspieler) (* 1974), US-amerikanischer Baseballspieler
- Mark Watson (Komiker) (* 1980), englischer Komiker und Autor
- Mark F. Watson (* 1963), britischer Botaniker
- Martha Watson (* 1946), US-amerikanische Leichtathletin
- Mary Watson (Chemikerin) (1856–1933), britische Chemikerin
- Mary Watson (Volksheldin) (1860–1881), australische Volksheldin
- Mary Watson (Autorin) (* 1975), südafrikanische Autorin
- Mary Gordon-Watson (* 1948), britische Reiterin
- Mary Spencer Watson (1913–2006), britische Bildhauerin
- Matthias Friedrich Watson (1732–1805), deutscher Pädagoge
- Maud Watson (1864–1946), britische Tennisspielerin
- Maureen Watson (1931–2009), australische Aktivistin, Autorin, Sängerin und Schauspielerin
- Michael Watson (Universalgelehrter) (1623–1665), deutscher Historiker, Philosoph und Philologe
- Michael Watson (Radsportler) (* 1938), Radsportler aus Hongkong
- Michael Watson, Baron Watson of Invergowrie (* 1949), schottischer Politiker
- Michael Watson (Leichtathlet) (* 1958), bermudischer Leichtathlet
- Michael Watson (Boxer) (* 1965), britischer Boxer
- Mike Watson (Michael Watson; * 1984), kanadischer Pokerspieler
- Mike Watson (Gitarrist) (1922/1923–2011), britischer Gitarrist
- Miles Chamley-Watson (* 1989), US-amerikanischer Florettfechter
- Mills Watson (* 1940), US-amerikanischer Schauspieler
- Minor Watson (1889–1965), US-amerikanischer Schauspieler
- Mona Chalmers Watson (1872–1936), britische Ärztin und Leiterin des Women’s Army Auxiliary Corps
- Moray Watson (1928–2017), britischer Schauspieler
- Muse Watson (* 1948), US-amerikanischer Schauspieler

### P
- Patricia Watson-Miller (* 1965), britische Motorrad-Rallye-Raid-Fahrerin
- Patrick Watson (Journalist) (1929–2022), kanadischer Rundfunkjournalist und -produzent
- Patrick Watson (Musiker) (* 1979), kanadischer Musiker
- Patrick Watson-Williams (1863–1938), britischer Chirurg und HNO-Arzt
- Patty Jo Watson (1932–2024), US-amerikanische Archäologin und Anthropologin
- Paul Watson (* 1950), kanadisch-US-amerikanischer Tierschützer
- Paul Watson (Journalist) (* 1959), kanadischer Fotojournalist
- Paul Watson (Radsportler) (* 1962), britischer Radrennfahrer
- Paul Watson (Fußballspieler, 1975) (* 1975), englischer Fußballspieler
- Paul Watson (Fußballspieler, 1990) (* 1990), schottischer Fußballspieler
- Paul Watson (Basketballspieler) (* 1994), US-amerikanischer Basketballspieler
- Paul Joseph Watson (* 1982), britischer YouTuber, Radiomoderator, Autor und Verschwörungstheoretiker
- Peter Watson (Kunstsammler) (1908–1956), britischer Kunstsammler und Mäzen
- Peter Watson (Fußballspieler, 1934) (1934–2013), englischer Fußballspieler
- Peter Watson (Fußballspieler, 1935) (1935–2016), englischer Fußballspieler
- Peter Watson (Bischof) (* 1936), anglikanischer, australischer Bischof
- Peter Watson (Journalist) (* 1943), britischer Journalist, Kulturhistoriker und Schriftsteller
- Peter Watson (Fußballspieler, 1944) (* 1944), nordirischer Fußballspieler
- Peter Watson (Leichtathlet) (* 1947), australischer Mittelstreckenläufer
- Peter William Watson (1761–1830), britischer Kaufmann und Botaniker
- Phebe Naomi Watson (1876–1964), australische Pädagogin und Lehrerausbilderin
- Phil Watson (1914–1991), kanadischer Eishockeyspieler und -trainer
- Phoebe Holcroft Watson (1898–1980), britische Tennisspielerin

### R
- Rachel Watson (* 1991), australisches Model
- Ray Watson (1898–1974), US-amerikanischer Mittelstrecken- und Hindernisläufer
- Reginald Watson-Jones (1902–1972), britischer Chirurg und Herausgeber
- Regine Tugade-Watson (* 1998), US-amerikanische Sprinterin (Guam)
- Richard Watson (Bischof, 1737) (1737–1816), englischer Theologe, Bischof von Llandaff und Chemiker
- Richard Watson (Theologe) (1781–1833), britischer Theologe und Geistlicher
- Richard Watson (Politiker) (1800–1852), britischer Politiker
- Richard Watson (Sänger) (1903–1968), australischer Schauspieler und Sänger (Bass)
- Richard Watson (Cricketspieler) (1921–1987), englischer Cricketspieler
- Richard Watson (Bischof, 1923) (1923–1998), britischer Geistlicher, Bischof von Burnley
- Richard Watson (Philosoph) (Richard A. Watson, 1931–2019), US-amerikanischer Philosoph, Höhlenforscher und Autor
- Richard Watson (Zukunftsforscher) (* 1961), britischer Zukunftsforscher und Autor
- Richard Watson (Gitarrist) (um 1966–2015), US-amerikanischer Gitarrist
- Robert Watson (Historiker) (um 1730–1781), schottischer Historiker
- Robert Watson (Chemiker) (Robert Tony Watson; * 1948), britischer Chemiker und Klimawissenschaftler
- Robert Watson (Ingenieur) (1822–1891), britisch-australischer Bauingenieur
- Robert Watson (Informatiker) (* 1977), britischer Informatiker
- Robert Watson (Shorttracker) (* 1990), kanadischer Shorttracker
- Robert Watson (Turner) (* 1993), kanadischer Turner
- Robert Watson-Watt (1892–1973), schottischer Physiker
- Robert Boog Watson (1823–1910), schottischer Malakologe
- Robert William Seton-Watson (Pseudonym Scotus Viator; 1879–1951), britischer Historiker
- Rohan Watson (* 2002), jamaikanischer Sprinter
- Roland Watson, südafrikanischer Squashspieler
- Ross Watson (* 1962), australischer Maler
- Russell Watson (* 1966), britischer Sänger (Tenor)
- Ruth Watson Henderson (* 1932), kanadische Komponistin, Pianistin und Musikpädagogin
- Ryan Watson (Cricketspieler) (* 1976), schottischer Cricketspieler
- Ryan Watson (Eishockeyspieler) (* 1981), italo-kanadischer Eishockeyspieler
- Ryan Watson (Fußballspieler) (* 1993), englischer Fußballspieler

### S
- Sage Watson (* 1994), kanadische Hürdenläuferin
- Sam Watson (Reiter) (* 1985), irischer Reitsportler
- Sam Watson (* 2001), britischer Radrennfahrer, siehe Samuel Watson (Radsportler)
- Sam Watson (* 2006), US-amerikanischer Sportkletterer, siehe Samuel Watson (Kletterer)
- Samantha Watson (* 1999), US-amerikanische Leichtathletin
- Samuel Watson (Radsportler) (* 2001), britischer Radrennfahrer
- Samuel Watson (Kletterer) (* 2006), US-amerikanischer Sportkletterer
- Samuel Watson Black (1816–1862), US-amerikanischer Politiker
- Sereno Watson (1826–1892), US-amerikanischer Botaniker
- Shannon Watson (* 1995), britische Schauspielerin
- Shari Watson (* 1986), Badmintonspielerin aus Barbados
- Sheila Watson (1909–1998), kanadische Schriftstellerin
- Stanley Watson (Musiker) (1926–1978), britischer Jazzmusiker
- Stanley Watson (Neurowissenschaftler) (* 1943),  US-amerikanischer Neurowissenschaftler und Psychiater
- Steve Watson (Autor) (* 1971), britischer Autor
- Steve Watson (Fußballspieler) (* 1974), englischer Fußballspieler
- Susan Kelechi Watson (* 1981), US-amerikanische Schauspielerin

### T
- Thomas Watson (Dichter) (um 1557–1592), englischer Dichter
- Thomas Watson (Geistlicher) (um 1620–1686), englischer Geistlicher und Theologe
- Thomas A. Watson (1854–1934), US-amerikanischer Buchhalter und Mechaniker
- Thomas E. Watson (Politiker) (Thomas Edward Watson; 1856–1922), US-amerikanischer Politiker
- Thomas E. Watson (General) (Thomas Eugene Watson; 1892–1968), US-amerikanischer Generalleutnant
- Thomas J. Watson (Thomas John Watson, Sr.; 1874–1956), US-amerikanischer Unternehmer
- Thomas J. Watson, Jr. (Thomas John Watson, Jr.; 1914–1993), US-amerikanischer Manager
- Tom Watson (Fußballtrainer) (1859–1915), englischer Fußballtrainer
- Tom Watson (Fußballspieler, 1870) (Thomas Watson; 1870–1902), englischer Fußballspieler
- Tom Watson (Fußballspieler, 1900) (Thomas Houston Watson; 1900/1902–1978), irischer Fußballspieler
- Tom Watson (Schauspieler) (Thomas Welsh Watson; 1932–2001), schottischer Schauspieler
- Tom Watson (Golfspieler) (Thomas Sturges Watson; * 1949), US-amerikanischer Golfspieler
- Tom Watson (Politiker) (Thomas Anthony Watson, Baron Watson of Wyre Forest; * 1967), britischer Politiker
- Toni Watson (* 2000), australische Singer-Songwriterin, siehe Tones and I
- Tony Watson II (* 1990), US-amerikanischer Basketballspieler

### V
- Vernee Watson-Johnson (* 1954), US-amerikanische Filmschauspielerin, Schauspielerin, Sprecherin und Fernsehschauspielerin
- Vic Watson (1897–1988), englischer Fußballspieler
- Victor Watson (Unternehmer) († 2015), britischer Unternehmer

### W
- W. Marvin Watson (1924–2017), US-amerikanischer Politiker
- Wah Wah Watson (1950–2018), US-amerikanischer Gitarrist
- Waldon O. Watson (1907–1986), US-amerikanischer Tontechniker
- Walter Watson (1872–1960), britischer Botaniker
- Walter Allen Watson (1867–1919), US-amerikanischer Politiker
- White Watson (1760–1835), britischer Geologe, Mineralienhändler, Naturforscher, Bildhauer und Steinmetz

- William Watson (Priester) (um 1559–1603), englischer Priester
- William Watson (Naturforscher) (1715–1787), englischer Arzt, Botaniker und Naturforscher
- William Watson, Baron Watson (1827–1899), britischer Jurist und Politiker (Conservative Party)
- William Watson (Botaniker, 1832) (1832–1912), schottischer Botaniker
- William Watson (Botaniker, 1858) (1858–1925), englischer Gärtner und Botaniker
- William Watson (Rennfahrer) (1873–1961), englischer Automobilrennfahrer und Unternehmer
- William Watson, Baron Thankerton (1873–1948), britischer Jurist und Politiker (Unionist Party)
- William Watson (Physiker) (1884–1952), schottischer Physiker
- William Watson (Kunsthistoriker) (1917–2007), englischer Archäologe und Kunstwissenschaftler
- William Watson (Schauspieler) (1938–1997), US-amerikanischer Schauspieler
- William Watson (Zoologe), US-amerikanischer Ichthyologe
- William J. Watson (1865–1948), schottischer Ortsnamenforscher
- William N. Watson (* 1962), englischer Schachspieler
- William T. Watson (1849–1917), US-amerikanischer Politiker (Delaware)
- Willie Watson (1920–2004), englischer Fußball- und Cricketspieler
- Wylie Watson (1889–1966), schottischer Schauspieler